# 가디언 (2006년 영화)
《가디언》(영어: The Guardian)은 2006년 공개된 미국의 액션 모험 드라마 영화이다.

## 줄거리
해안경비대 항공 수상구조사 벤은 비극적 사고로 팀원들을 잃자 강사로 전직한다. 고등학교 시절 스타 수영 선수였지만 아이비 리그를 다 마다하고 해안경비대에 지원한 훈련생 잭이 벤의 수제자가 된다.

## 출연진
- 케빈 코스트너
- 애슈턴 쿠처
- 닐 맥도너
- 멀리사 세이지밀러
- 클랜시 브라운
- 브라이언 게러티
- 실라 워드
- 오마리 하드윅
- 마이클 레이디
- 보니 브램릿
- 존 허드
- 둘레이 힐
- 브라이언 패트릭 웨이드
- 틸키 존스
- 트래비스 윌링햄

## 기타 제작진
- 협력 제작: 로웰 D. 블랭크
- 배역: 세라 헤일리 핀, 랜디 힐러
- 미술: 마허 아매드
- 의상: 마크 피터슨